# Albert Aftalion
Pour les articles homonymes, voir Aftalion.
Albert Aftalion (21 octobre 1874 - 6 décembre 1956) est un économiste français. L'un des plus renommés de l'entre-deux-guerres, il fait partie de ceux que René Courtin appelle les patriarches de l'économie en tant que discipline académique en France. Il est principalement connu pour la théorie de l'accélérateur d'investissement.

## Biographie

### Jeunesse et études
Albert Aftalion est né le 21 octobre 1874 à Roussé, en Bulgarie. Sa famille émigre en France, à Nancy, alors qu'il est encore tout jeune, sans doute vers 1876, avec la vague d'émigration des minorités juives qui suit la guerre d'indépendance. Il y effectue sa scolarité primaire et secondaire. 
Après avoir obtenu le baccalauréat, il étudie le droit et l'économie à l'université de Paris. Il est naturalisé français par un décret de décembre 1897. Il obtient deux doctorats : un doctorat en droit en mai 1898, et un doctorat en économie en juin 1899. Le premier traite de La Femme mariée, ses droits et ses intérêts, et le deuxième, de L’œuvre économique de Sismonde de Sismondi.  
La raison pour laquelle Aftalion prépare deux doctorats est probablement que cela était à l'époque nécessaire pour se préparer à l'agrégation de sciences économiques et sociales. Après un échec à l'agrégation de droit, il est reçu à l'agrégation de sciences économiques et sociales en 1901, classé quatrième. Jeune agrégé, il obtient une bourse de l'université de Paris pour aller étudier les ports du nord de l'Allemagne. 

### Parcours professionnel
Une fois son deuxième doctorat obtenu, il est nommé en 1900 comme chargé de cours à la faculté de droit de l'université de Lille. Il y enseigne pendant 23 ans. Il y est titularisé en 1901, après son obtention de l'agrégation, puis devient professeur adjoint et professeur en 1906. Il y prend en charge un cours de « Questions économiques intéressant la région du Nord », qui le conduisent à étudier l'économie du Nord. Il prépare les étudiants à l'agrégation. Il est toutefois assez solitaire, ne s'entourant d'aucun disciple pour perpétuer ses programmes de recherche. 
En 1923, il quitte la faculté de droit de Lille pour la faculté de droit de l'université de Paris. Il y tiendra la chaire de statistique jusqu'en 1934, puis la chaire d'économie politique, où il prend la suite de Charles Rist.  
En octobre 1940, Albert Aftalion sera révoqué dans le cadre des lois anti-juives et se réfugiera à Toulouse pendant quatre années. Réintégré, il prend sa retraite en 1946.

## Biographie intellectuelle
Durant sa période lilloise, Aftalion s'intéresse d'abord  à des travaux d'économie industrielle. En 1911 il publie deux articles dans la Revue d'économie politique sur  trois notions de la productivité et les revenus qui feront date dans la façon d'analyser ces questions. Puis il passe à l'étude des crises et des cycles et publie en 1913 deux volumes intitulés « Les crises périodiques de surproduction ». C'est dans cet ouvrage que pour la première fois est exposé l'effet accélérateur.
En 1923, il publie une étude sur les Fondements du socialisme en se préoccupant de questions portant sur la question de la légitimité des revenus du capitalisme et de la propriété privée ainsi que sur le lien entre justice et envie d'être juste. Il écrit dans cet ouvrage en page 304 : « il ne suffit pas que, dans un jour de grand enthousiasme ou de suprême irritation populaire, la révolution éclate, que la dictature du prolétariat soit proclamée, que L’État s'empare de la terre et du capital, pour que la justice règne enfin et que les non possédants accèdent au plus grand bien-être ».
Durant les  années 1924 à 1926, la France fait face à une forte inflation tandis qu'à la suite de la guerre  de 1914, les questions monétaires font l'objet de nouvelles approches destinées à mieux résoudre les problèmes de l'heure. Cela l'amène à publier en 1927 un livre intitulé Monnaie, prix et change qui reprend sous une forme remaniée des articles publiés les années précédentes. Dans ce livre, il expose d'abord les faits, puis procède à l'examen des théories dominantes comme celles de Friedrich von Wieser, de Gustav Cassel ou de John Maynard Keynes. Enfin l'ensemble débouchait sur « l'explication psychologique de la monnaie et du change ».
Vers 1927-1928, il reprend l'étude des crises mais cette fois selon Jean Lhomme dans une perspective visant à les prévoir. Dans ces années-là l'emploi des statistiques en économie se développe aux États-Unis  avec le développement d'outils de suivi de la conjoncture tel le baromètre de Harvard. Albert Aftalion commence dès 1928 son Cours de statistique.
Vers la fin des années trente, il s'occupe plutôt d'économie internationale ainsi que de la monnaie et de l'or. Après guerre il publie un dernier grand volume : Monnaie et économie dirigée en 1948.
Albert Aftalion a notamment étudié le cycle des affaires et expliqué les crises de surproduction et des cycles économiques par un accroissement de la demande de biens d'investissement plus important que celle des biens de consommation. Il a ainsi mis en évidence l'effet accélérateur qui rend compte de la dynamique de surinvestissement en phase d'expansion (demande accrue) et de fort recul de l'investissement en phase de dépression (ralentissement de la demande). Il a également utilisé le rôle des anticipations des entrepreneurs pour critiquer la théorie quantitative de la monnaie. Il écrit dans la revue d'André Marchal.

## Œuvres
- L'œuvre économique de Sismonde de Sismondi, 1899, thèse de doctorat ès sciences économiques, Paris
- Crise de l’industrie Lainière (1904)
- Le développement de la fabrique et le travail à domicile dans les industries de l'habillement, 1906, L. Larose & L. Tenin, Paris
- La conciliation dans les conflits du travail, Association pour la protection légale des travailleurs, 1911, Alcan, Paris
- Les crises périodiques de surproduction, 1913, éditions M. Rivière, Paris
- Les fondements du socialisme. Étude critique, 1923, éditions M. Rivière, Paris
- L'industrie textile en France pendant la guerre, 1924, PUF, Paris
- Monnaie, prix et change. Expériences récentes et théorie, 1927, Sirey, Paris
- Monnaie et industrie. Les grands problèmes de l'heure présente, 1929, Sirey, Paris
- Les crises économiques et financières, Recueil de cours, 1932, Martinus Nijhoff Publishers
- L'or et sa distribution mondiale, 1932, Dalloz, Paris
- L'équilibre dans les relations économiques internationales, 1937, Domat-Montchrestien, Paris
- L'or et la monnaie. Leur valeur. Les mouvements de l'or, 1938, Domat-Montchrestien, Paris
- La valeur de la monnaie dans l'économie contemporaine. Monnaie et économie dirigée, 1948, Sirey, Paris
- La valeur de la monnaie dans l'économie contemporaine. Monnaie, prix et change, 1950, Sirey, Paris